# Захаров Андрій Валентинович
Андрі́й Валенти́нович Заха́ров — підполковник Збройних сил України, учасник російсько-української війни.

## Життєпис
Станом на квітень 2013 року — заступник командира — начальник повітрянодесантної служби 95-ї аеромобільної бригади.
Станом на березень 2018 року — начальник відділу, військова частина А3771 (Командування Десантно-штурмових військ).

## Нагороди
29 вересня 2014 року за особисту мужність і героїзм, виявлені у захисті державного суверенітету та територіальної цілісності України, вірність військовій присязі під час російсько-української війни нагороджений орденом «За мужність» III ступеня.